# Andreï Essipenko
Andreï Ievguenievitch Essipenko (en russe : Андрей Евгеньевич Есипенко, transcription anglaise : Andrey Esipenko) est un joueur d'échecs russe né le 22 mars 2002 à Novotcherkassk. 
Au 1er novembre 2021, il est le 7e  joueur russe et le deuxième junior mondial (moins de 20 ans) avec un classement Elo de 2 713 points.

## Biographie et carrière

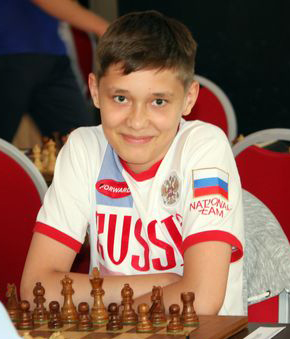
Andreï Essipenko en 2017.

Andreï Essipenko remporta le championnat d'Europe des moins de dix ans en 2012 et les championnats d'Europe et du monde des moins de 16 ans en 2017.
Essipenko représenta la Russie lors des olympiades internationales de la jeunesse (le championnat du monde des moins de 16 ans par équipe) en 2015 et 2016. En 2018, il obtint le titre de grand maître international, 
Il finit seizième du Championnat d'Europe d'échecs individuel 2018, ce qui le qualifiait pour la Coupe du monde d'échecs 2019. L'année suivante, Essipenko termina à la deuxième place ex æquo avec Gledura et Maksim Tchigaïev au Tournoi de Wijk aan Zee 2019 dans section Challengers (groupe B). Lors de la Coupe du monde d'échecs 2019 disputée à Khanty-Mansiïsk, Essipenko élimine Ruslan Ponomariov au premier tour, puis est éliminé au deuxième tour par Peter Svidler.
Le 24 janvier 2021, il bat le champion du monde en titre Magnus Carlsen lors du tournoi de Wijk aan Zee. C'est la première fois depuis 2012 que le numéro un mondial est battu en parties classiques (lentes) par un joueur de moins de vingt ans. Essipenko finit à la troisième-cinquième place ex æquo du tournoi avec 8 points sur 13, devant Carlsen seulement sixième.
Lors de la Coupe du monde d'échecs 2021, il est exempt au premier tour, puis il bat le Tchèque Thai Dai Van Nguyen au deuxième tour, l'Azerbaïdjanais Nidjat Abassov au troisième tour et le Russe Daniil Doubov au quatrième tour. Il est battu au cinquième tour (huitième de finale) par le Champion du monde Magnus Carlsen.
| Année | Lieu            | Résultat                            | Ultime adversaire | Adversaires battus                               |
| ----- | --------------- | ----------------------------------- | ----------------- | ------------------------------------------------ |
| 2019  | Khanty-Mansiïsk | deuxième tour                       | Peter Svidler     | Ruslan Ponomariov                                |
| 2021  | Sotchi          | huitième de finale (cinquième tour) | Magnus Carlsen    | Thai Dai Van Nguyen Nidjat Abassov Daniil Doubov |
| 2023  | Bakou           | seizième de finale                  | Dommaraju Gukesh  | Eltaj Safarli, Francisco Vallejo Pons            |

En octobre 2021, il finit cinquième ex æquo du championnat de Russie d'échecs avec la moitié des points (5,5/11).